# Dieter Roth

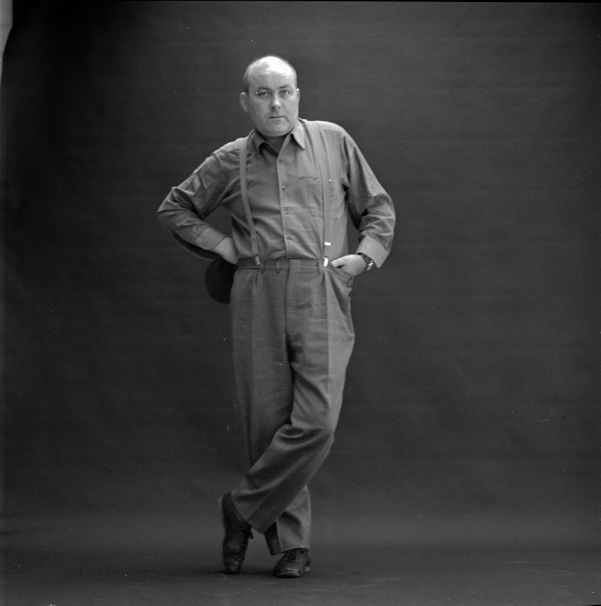
Dieter Roth in Düsseldorf, foto: Lothar Wolleh

Dieter Roth (Hannover, 21 april 1930 - Bazel, 5 juni 1998) was een Zwitsers dichter, beeldhouwer, graficus en interdisciplinair (performance en multiple) werkend beeldend kunstenaar van Duitse komaf. Hij is en vertegenwoordiger van de zogenaamde 'concrete poëzie'. Als nom de plume (pseudoniem) verkoos hij de naam "Diter Roth". Dieter Roth werd bekend met zijn aan schimmel en verval onderhevige beelden van chocolade en met kunstenaarsboeken.

## Biografie
In de jaren '50 bevond Roth zich in het gezelschap van het internationale netwerk van Fluxus-kunstenaars, zoals Robin Page, Robert Filliou, Dorothy Iannone, Daniel Spoerri, Ben Vautier, enz. Fluxus was eind jaren '50, begin jaren '60 nog een los verband van progressieve multidisciplinaire kunstenaars, die hun draai in de kunstwereld niet konden vinden. Later zouden zij zich beter organiseren. Roth nam in de jaren 60 deel aan happenings en Fluxusconcerten. Hij maakte organische kunstwerken, die veelal een proces van verval zichtbaar maakten, bijvoorbeeld in luchtdichte omhulling tentoongestelde schimmelobjecten en beelden gemaakt van chocolade. Samen met Daniel Spoerri en André Thomkins maakte hij conceptuele werken in de kunstrichting Eat art. In de jaren 70 maakte hij een groot aantal boeken en grafische werken, die verwantschap vertonen met de werken van de Dadakunstenaar Kurt Schwitters.
Bijzonder interessant zijn de in 2002 postuum verschenen interviews. Roth beschouwde het interview als een vorm van kunst. Hij gaf Barbara Wien de opdracht alle van hem verschenen audiomateriaal en verslagen van gesprekken met collegakunstenaars, journalisten en vrienden te verzamelen en te publiceren. De aanwijzing daarbij was om uit de verslagen niets te knippen zodat ook de sfeer en de context ("de onzin") behouden zouden blijven. De 'onzin' bestaat uit de trivialiteiten die meestal in de journalistiek geen vermelding vinden, zoals het (Zwitserse) accent, het haperen van de opname-apparatuur en onderbrekingen voor het halen van drank.

## Dieter Roth als schrijver
Dieter Roth was een rusteloze dagboekschrijver die soms wel in drie dagboeken tegelijk aan het werk was. Uit deze dagboeken putte hij ideeën voor zijn zogenaamde scheissepoëzie, die hij in elf banden publiceerde en de knutselromans (Duits:Bastelnovellen) waarin de typografische vormgeving de hoofdrol speelt. Zijn dichtkunst in de vorm van goedkope plaatjes (Duits:billigen Bildern) ontstaat als kritische aanval op alles wat zijn bewustzijn bedreigt. Citaat: „Wenn jemand über etwas nachdenkt, ist es doch eigentlich nur so, wie wenn er Vokabular gewinnen will. Wie eine Mine, die ausgebeutet werden muss... Mein Leben gibt mir Vokabular, mit dem ich andere Leute erfolgreich bekämpfen kann" (Uit de verzamelde interviews)

## Audiovisueel
In 2006 verscheen in samenwerking met de Bayerischer Rundfunk, een compilatie waarop kunstenaars als Mouse on Mars, Andreas Dorau en Stereo Total teksten van Roth vertolken (Das Dieter Roth Orchester spielt kleine Wolken, typische Scheiße und nie gehörte Musik, Intermedium Records, 2006).

## Installaties en tentoonstellingen en publicaties

### Hoofdwerken
- Gartenskulptur (1968, Berlin)
- Gesammelte Werke in 20 Bänden (1971-79, Editie - later tot 40 delen aangevuld)
- Georg Hegel: Werke in 20 Bänden (1974, Kunstobject van gemalen boeken in worstvorm).
- Tischruine (1970-98, Ruimtelijke installatie met teksten, kunst, schroot en afval)
- Solo Szenen (1997-98, Berlin - 128 Monitors en 131 videobanden)

### Boeken
- Ideogramme, 1959
- Mundunculum, 1967
- die blaue flut, 1967
- 246 little clouds
- Zeitschrift für alles (10 uitgaven), (1975 - 1987)
- Gesammelte Interviews. London/Berlijn, 2002
- Dieter Roth in America, Londen, 2004
- Dieter Roth in Greenland, Amsterdam, 2005
- Da drinnen vor dem Auge. Lyrik und Prosa, Frankfurt, 2005

### CD's
- Het Dieter Roth-orkest speelt kleine wolken typische shit en nooitgehoorde muziek (Duits: Das Dieter Roth Orchester spielt kleine Wolken, typische Scheiße und nie gehörte Musik). Hoorspel voor de Bayerischen Rundfunk. Uitgegeven door Wolfgang Müller en Barbara Schäfer. Gedichten van Dieter Roth uit Typische Scheiße werden door popmusici vertolkt: Andreas Dorau, Stereo Total, Mutter, Namosh, Khan, Ghostigital, Trabant, Mouse on Mars en Wolfgang Müller, München, 2006.

### Edities
- Daniel Spoerri: Anekdoten zu einer Topographie des Zufall. Hamburg, 1998
- Dieter Roth: Frühe Schriften und typische Scheisse; Stuttgart, London. Reykjavík ,1973
- C.E. Shannon McCarthy (uitg.): Studien zur Theorie der Automaten (Automata Studies); München, 1974

## Werk in openbare collecties
België
- SMAK - (Stedelijk Museum voor Actuele Kunst), Gent

Denemarken
- Museet for Samtidskunst, Roskilde

Duitsland
- Neues Museum Weserburg Bremen, Bremen
- Kunstmuseum Celle, Celle
- KEOM Karl Ernst Osthaus Museum, Hagen
- Hamburger Kunsthalle, Hamburg
- Sprengel Museum Hannover, Hannover
- ZKM, Karlsruhe
- Kunsthalle zu Kiel der Christian-Albrechts-Universität, Christian-Albrechts-Universität te Kiel
- Museum Abteiberg, Mönchengladbach
- Kunstmuseum Stuttgart, Stuttgart
- Staatsgalerie Stuttgart, Stuttgart

Frankrijk
- Frac Bretagne, Châteaugiron
- MAC - galeries contemporaines des Musées de Marseille, Marseille
- Fondation Cartier pour l'art contemporain, Parijs
- Centre Pompidou - Musée National d'Art Moderne, Parijs

IJsland
- Nýlistasafnið - The Living Art Museum, Reykjavik

Oostenrijk
- Neue Galerie (Graz) in het 'Landesmuseum' Joanneum, Graz
- Sammlung Essl - Kunsthaus, Klosterneuburg

Zwítserland
- Kunstmuseum Bazel, Bazel
- Kunstmuseum Bern, Bern
- Schaulager, Münchenstein / Bazel
- Seedamm Kulturzentrum, Pfäffikon
- Kunstmuseum Solothurn, Solothurn
- Kunsthaus Zürich, Zürich
- Kunsthaus Zug, Zug

Spanje
- Museu d'Art Contemporani de Barcelona - MACBA, Barcelona

USA
- Museum of Contemporary Art, Chicago
- MoMA - Museum of Modern Art, New York
- David Winton Bell Gallery, Providence, RI

Verenigd Koninkrijk
- Kettle's Yard, Cambridge (Engeland)
- Tate Gallery, Londen (Engeland)